# ジャネット・アブー＝ルゴド
ジャネット・リップマン・アブー＝ルゴド（Janet Lippman Abu-Lughod, 1928年8月3日 – 2013年12月14日）は、世界システム論と都市社会学に多大な貢献をしたアメリカの社会学者である。

## 生涯
ニュージャージー州ニューアークで、ジャネット・リップマンとして生まれる。
ハイスクールの頃はルイス・マンフォードの都市化に関する著作の影響を受けていたという。
ジャネット・アブー＝ルゴドは、シカゴ大学とマサチューセッツ大学アマースト校のそれぞれで学位を取得した。イリノイ大学で当初、教え始め、のちにアメリカ大学カイロ校、スミス大学、ノースウェスタン大学へ移った。ノースウェスタン大学では20年間にわたって、いくつかの都市に関する研究計画を主導した。1987年に、彼女はニュースクール・フォー・ソーシャルリサーチ大学院において、社会学と歴史研究の教授に就任する。1998年に名誉教授として引退した。1976年に彼女は、ジョン・グッゲンハイム記念社会学研究奨励給付金を受給した。2013年12月14日、ニューヨーク市にて85歳で逝去した。
パレスチナ系アメリカ人の学者、イブラーヒーム・アブー＝ルゴドと1951年に結婚し、4人の子どもがいる。イブラーヒームとは1991年に離婚した。娘の一人、ライラは文化人類学者。

## 著作

「13世紀世界システム」。ジャネット・アブー＝ルゴドの著作に基づく地図。

ジャネット・アブー＝ルゴドは100本を越える論文と13冊の書籍を著した。その取り扱ったテーマは、都市社会学、世界システムの歴史と動態、中東の都市史を含む。中でもカイロの歴史を描いた書籍 Cairo: 1001 Years of the City Victorious. は、この町の都市史における古典のひとつと考えられている。
また彼女は、『ヨーロッパ覇権以前：西暦1250年-1350年の世界システム』という研究論文で非常に有名である。この論文では、イマニュエル・ウォーラーステインに見出された近代世界システムの形成に先立つ13世紀、ユーラシアの至る所に「前近代世界システム」が存在したという議論が展開されている。本論文では、これに加えてさらに主に次の2点が論じられている。1点目は「西洋の勃興」が16世紀にそれまで比較的平和的であったインド洋の交易ネットワークに、武装したポルトガル船が侵入したことで始まったことである。2点目は、「西洋の勃興」がヨーロッパ内部の諸要因の結果によるものではなく、それまでにあった世界システムの崩壊によってはじめて可能になったものであることである。
その他にも、New York, Chicago, Los Angeles: America's Global Cities and Race, Space, and Riots in Chicago, New York, and Los Angeles. などのアメリカの都市について書いた著作も出版し、好評を博した。

### 主要著作リスト
- Abu-Lughod, Janet (1971). Cairo: 1001 Years of the City Victorious. Princeton University Press. pp. 284. ISBN 978-0-691-03085-2
- Race, Space, and Riots in Chicago, New York, and Los Angeles. USA: Oxford University Press. (2007). pp. 360. ISBN 978-0-19-532875-2
- New York, Chicago, Los Angeles: America's Global Cities. University of Minnesota Press. (2000). pp. 580. ISBN 978-0-8166-3336-4
- Before European Hegemony: The World System A.D. 1250-1350. USA: Oxford University Press. (1991). pp. 464. ISBN 978-0-19-506774-3
- Changing Cities: Urban Sociology. Harpercollins College Div. (1991). pp. 441. ISBN 978-0-06-040138-2
- Rabat, Urban Apartheid in Morocco. Princeton Studies on the Near East. Princeton University Press. (1981). pp. 374. ISBN 978-0-691-10098-2

### 日本語訳された著作
- ジャネット・アブー＝ルゴド『ヨーロッパ覇権以前――もうひとつの世界システム（上）』佐藤次高，斯波義信，高山博，三浦徹訳、、岩波書店〈岩波人文書セレクション〉、2014年1月25日。ISBN 978-4000286824。岩波現代文庫、2022年
- ジャネット・アブー＝ルゴド『ヨーロッパ覇権以前――もうひとつの世界システム（下）』佐藤次高，斯波義信，高山博，三浦徹訳、、岩波書店〈岩波人文書セレクション〉、2014年1月25日。ISBN 978-4000286831。岩波現代文庫、2022年
  - 初刊は2001年の単行版。松岡正剛 (2011年2月19日). “1402夜『ヨーロッパ覇権以前』”. 2016年4月16日閲覧。）